# Марудо
Марудо (італ. Marudo) — муніципалітет в Італії, у регіоні Ломбардія, провінція Лоді.
Марудо розташоване на відстані близько 460 км на північний захід від Рима, 20 км на південний схід від Мілана, 14 км на захід від Лоді.
Населення — 1660 осіб (2014).

## Демографія
Населення за роками:

Станом на 1 січня 2023 року в муніципалітеті офіційно проживали 202 іноземці з 24 країн, серед них 136 громадян країн Євросоюзу та 4 громадяни України.

## Сусідні муніципалітети
- Казелле-Лурані
- Кастірага-Відардо
- Сант'Анджело-Лодіджано
- Валера-Фратта
- Віллантеріо